# Larry Langford
Larry Paul Langford (Birmingham, 22 marzo 1946 – Birmingham, 8 gennaio 2019) è stato un politico statunitense, eletto sindaco della città di Birmingham, in Alabama.

## Biografia
Scontò in carcere una pena di 15 anni, esito di un processo per corruzione a Tuscaloosa, dal 2010 al dicembre 2018, quando è stato rilasciato a causa delle sue condizioni di salute. Precedentemente aveva fatto parte della commissione della contea di Jefferson, compresi quattro anni come presidente, primo afroamericano a ricoprire tale carica. Ricoprì la carica di sindaco di Fairfield e fece parte del Consiglio della città di Birmingham. Prima della sua carriera politica, Langford era una nota personalità televisiva, avendo lavorato per l'emittente locale WBRC TV, affiliata al network ABC, come giornalista televisivo.